# Защитник Windows
Безопасность Windows, предыдущее название — Защитник Windows (англ. Windows Defender)) — антивирус компании Microsoft, изначально выпущен для Windows XP в качестве бесплатной антивирусной программы, встроенный по умолчанию начиная с Windows Vista, и предназначенный для защиты операционной системы компьютера от вредоносных программ (англ. malware): компьютерных вирусов, шпионского ПО, руткитов и прочих. Первая версия Защитника Windows была создана на основе программы Microsoft AntiSpyware.
Безопасность Windows состоит из нескольких модулей безопасности, таких как: изоляция ядра, целостность системы, безопасная загрузка, обработчик безопасности, отслеживающих подозрительные изменения в определённых сегментах системы в режиме реального времени.
С 2017 года эта программа позволяет быстро удалять установленные приложения ActiveX.

## История

### Beta 1 (Microsoft AntiSpyware)
Программа Windows Defender создана на основе продукта GIANT AntiSpyware, который был разработан GIANT Company Software, Inc. Эта компания была приобретена Microsoft (анонсирование сделки состоялось 16 декабря 2004). Несмотря на то, что оригинальный GIANT AntiSpyware поддерживал старые версии Windows, поддержка операционных систем семейства Windows 9x была прекращена. Тем не менее, компания Sunbelt Software, которая была партнёром GIANT, продавала продукт CounterSpy, построенный на той же технологии и имеющий поддержку предыдущих версий ОС Microsoft.
Первая бета-версия Microsoft AntiSpyware появилась 6 января 2005 года и представляла собой, по сути, перепакованный дистрибутив GIANT AntiSpyware. Программа распространялась бесплатно, из её названия исчезло слово GIANT. Усовершенствования были незначительными: фактически цель этого релиза была чисто маркетинговая и заключалась в проведении ребрендинга программного продукта. В течение года последовательно выпускались новые сборки программы, пока, наконец, 21 ноября 2005 года не была выпущена окончательная бета-версия. Незадолго до этого, 4 ноября 2005 года, пакет Microsoft AntiSpyware был официально переименован в Windows Defender.
На конференции RSA Security 2005 года глава и один из основателей Microsoft Билл Гейтс объявил о том, что Windows Defender будет распространяться бесплатно для всех видов лицензий операционных систем Windows 2000, Windows XP и Windows Server 2003 в целях повышения безопасности использования этих операционных систем, а также из-за волны шпионских программ, захлестнувших Интернет и представляющих серьёзную угрозу безопасности информации, хранящейся на компьютерах пользователей Сети по всему миру.

### Beta 2 (Windows Defender)

Windows Defender Beta2

Релиз второй бета-версии Windows Defender состоялся 13 февраля 2006 года. Программа вышла уже под новым названием, была существенно переработана, содержала массу нововведений. Ядро было переписано на языке C++, тогда как оригинальный продукт от GIANT был разработан на Visual Basic. Это существенно расширило возможности программы. Кроме того, теперь программа функционировала в качестве службы Windows, в отличие от предыдущего релиза, что обеспечивало защиту, даже если вход в систему не был выполнен. По этой причине Windows Defender фактически представляет собой интерфейс управления службой Windows, имеющей то же название. Вдобавок приложение теперь может контролировать большее число точек входа в систему, обладая при этом более простым и интуитивно понятным интерфейсом. Эта версия требует прохождения контроля подлинности через Windows Genuine Advantage.
В то же время в этой версии было решено отказаться от некоторых инструментов, входивших в состав Beta 1. В частности, были исключены инструменты System Explorer и Tracks Eraser, упрощавший удаление различных временных файлов Internet Explorer 6, таких, как cookies и temporary internet files, и очистку истории Windows Media Player. Позднее Microsoft выпустила немецкую и японскую версии Windows Defender (Beta 2).
Системные требования:
- Процессор: Процессор Pentium 233 МГц или выше, процессор Pentium III (рекомендуется)
- Операционная система: Microsoft Windows 2000 с пакетом обновления 4 (SP4) или более поздним, Windows XP с пакетом обновления 2 (SP2) или более поздним, Microsoft Windows Server 2003 с пакетом обновления 1 (SP1) или более поздним.
- Память: 64 Мб ОЗУ (минимум), 128 Мб ОЗУ (рекомендуется)
- Место на диске: 20 Мб свободного места на диске
- Веб-обозреватель: Microsoft Internet Explorer 6.0 или выше

Примечание. Windows Defender (Beta 2) не запускается в системах Microsoft Windows Me, Microsoft Windows 98 и Microsoft Windows NT 4.0 и предыдущих.

### Финальный релиз
23 октября 2006 года Microsoft анонсировала финальный релиз Windows Defender. Была осуществлена поддержка систем Windows XP, Windows Server 2003 и Windows Vista; однако было решено отказаться от планов поддержки Windows 2000, так как, согласно заявлению представителей корпорации, эта система «не популярна у потребителей», и было решено перестать осуществлять её полную поддержку. В новую операционную систему Windows Vista программа Defender вошла как часть системы и устанавливалась по умолчанию.

### Замена на антивирус
29 сентября 2009 года компания Microsoft выпустила Microsoft Security Essentials, бесплатный пакет антивирусных приложений. Специалисты Microsoft на своем форуме официально заявили, что Microsoft Security Essentials заменит Windows Defender, так как позволяет противостоять более широкому кругу шпионских программ. Также отмечено, что пользователи теперь могут отказаться от использования Windows Defender, так как оба приложения могут работать параллельно, а дальнейшие релизы Microsoft Security Essentials должны попросту отключить функционирование Windows Defender., но было принято решение включить функциональность Microsoft Security Essentials в Windows Defender и отказаться от разработки Microsoft Security Essentials, а новый Windows Defender поставлять по умолчанию, начиная с Windows 8.

## Дополнительные возможности программы
Пользователь может изменять следующие настройки защиты в реальном времени:
- Auto Start — Отслеживать список программ, автоматически стартующих при включении компьютера
- System Configuration (settings) — Отслеживать установки Windows, связанные с безопасностью системы
- Internet Explorer Add-ons — Отслеживать программы, стартующие при запуске Internet Explorer
- Internet Explorer Configurations (settings) — Отслеживать установки безопасности браузера
- Internet Explorer Downloads — Следить за файлами и программами, разработанными для запуска с Internet Explorer
- Services and Drivers — Следить за службами и драйверами, взаимодействующими с Windows и запущенными программами
- Application Execution — Отслеживать запуск программ и все действия, выполняемые ими
- Application Registration — Отслеживать инструменты и файлы операционной системы, с помощью которых происходит регистрация и автозапуск программ
- Windows Add-ons — Наблюдать за обновлениями модулей и компонентов Windows
- Изоляция ядра — обеспечивает дополнительную защиту от вредоносных программ и других атак, изолируя процессы компьютера от операционной системы и устройства.
- Целостность памяти — функция изоляции ядра может запретить вредоносному коду доступ к процессам с высоким уровнем безопасности в случае атаки.

### Интеграция в Internet Explorer
Существует возможность интеграции в Internet Explorer, позволяющая сканировать закачиваемые файлы с целью предотвращения проникновения вредоносных программ. Такая функция есть у множества антивирусных программ, доступных на рынке.

### Software Explorer
Данный компонент отвечает за просмотр запускаемых при старте Windows-программ. В версии, поставляемой с Windows 7, данный компонент убран.

### Особенности функционирования в Windows Vista
Windows Defender в Windows Vista автоматически блокирует элементы автозапуска, требующие администраторских привилегий (для автозапуска это считается «плохим» поведением). Не известно простого способа бороться с этим, единственное пожелание от системы — «свяжитесь с производителем или поставщиком для приобретения обновленной версии», совместимой с Windows Vista (не требующей администраторских привилегий). Это блокирование связано с UAC в Windows Vista, и поэтому требуется вручную запускать эти элементы или отключить UAC.
Возможен обход данного ограничения путём создания задачи в планировщике заданий с привилегиями администратора.

## Microsoft Defender for individuals
В 2022 году Microsoft выпустила отдельное приложение Microsoft Defender for individuals, предназначенное для разных пользовательских платформ у конечных индивидуальных пользователей (не только для Windows на ПК, но и для устройств под управлением  Android, iOS и macOS) и распространяемое по подписке Microsoft 365. Microsoft Defender for individuals доступен для подписчиков тарифных планов Microsoft 365 Family (Microsoft 365 Семейный) и Microsoft 365 Personal (Microsoft 365 Персональный).